# CF 바달로나 푸투르
CF 바달로나 푸투르(카탈루냐어: Club de Fútbol Badalona Futur)는 카탈루냐 바르셀로나도 바달로나를 연고로 하는 스페인의 축구 클럽이다. 현재는 세군다 페데라시온에 참가하고 있다.
이전에 Unión Espotiva Lagostera 및 Unión Espotiva Costa Brava로 알려진 Badalona Futur 축구 클럽은 카탈루냐의 바르셀로나 도시 Badalona에 있는 스페인 축구 클럽입니다. 그것은 원래 1947년에 라고스테라 스포츠 연맹으로 설립되었다. 2022년에 그는 바달로나 미래 축구 클럽이 되었습니다.
1947년 UE 라고스테라로 창단한 바달로나 푸투르는 2020-21 시즌까지 인구 6,800여명의 작은 도시인 랴고스테라를 연고지로 하였다. 구단은 랴고스테라의 인접에 있는 도시인 팔라모스로 연고지를 이전하였고, 구단 이름도 팔라모스의 유명 관광지인 브라바 해안의 이름을 따서 UE 코스타 브라바로 변경하였다.
2022년 여름에 구단은 CF 바달로나와 합병하며 CF 바달로나 푸투르(Club de Fútbol Badalona Futur)로 이름을 변경하였다. 하지만 2023년 여름, 양 구단의 합병 과정에서 절차의 일부 핵심 사항에 대한 합의가 이루어지지 않아 문제가 발생하기 시작했으며 결국 합병이 결렬되었다.

## 수상

### 리그
세군다 디비시온 B
- 우승: 2013–14

테르세라 디비시온 RFEF
- 우승: 2010–11, 2018–19

테르세라 카탈라나
- 우승: 2005–06

### 컵
코파 RFEF
- 우승: 2020

## 선수 명단

### 현역
참고: FIFA 자격 규정에 따라 소속된 국가대표팀 국기를 표시합니다. 선수는 복수의 FIFA 비회원국 국적을 가지고 있을 수 있습니다.
| 번호 | 포지션 | 국적 | 이름         |
| ---- | ------ | ---- | ------------ |
| 11   | FW     |      | 장 폴 은졸리 |

| 번호 | 포지션 | 국적 | 이름 |
| ---- | ------ | ---- | ---- |